# Duobus

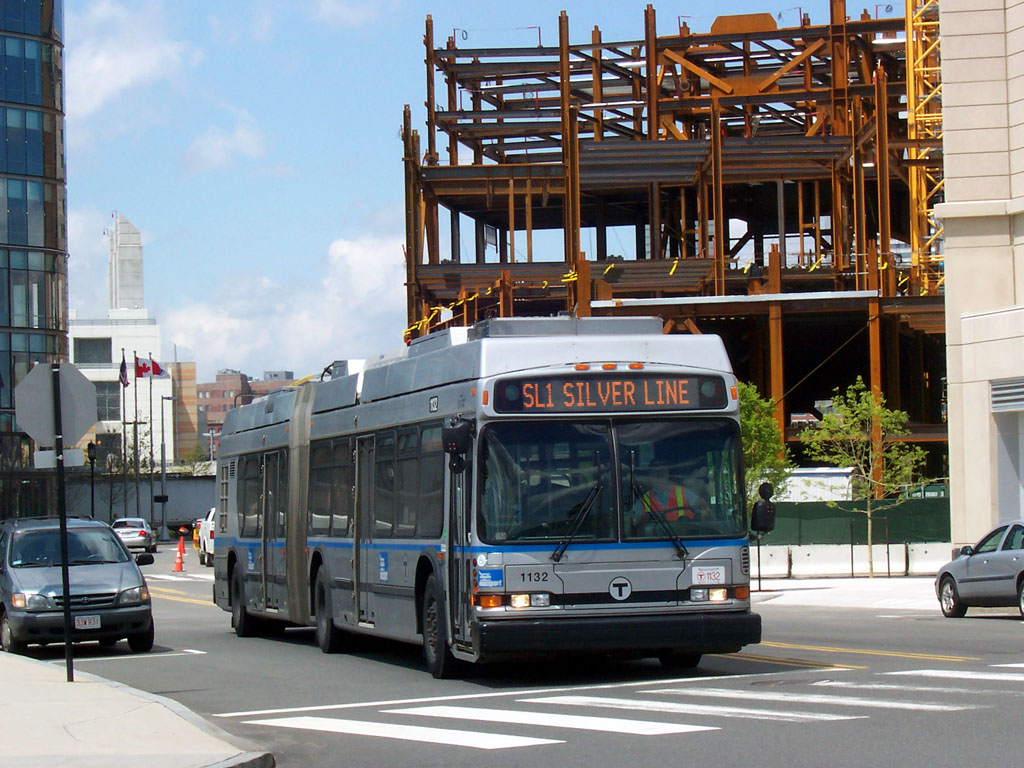
Duobus Neoplan AN 460 LF

Duobus – skrzyżowanie autobusu i trolejbusu – pojazd napędzany dwoma źródłami energii: silnikiem elektrycznym pobierającym energię z sieci trakcyjnej i silnikiem spalinowym – najczęściej jest to silnik Diesla o wysokiej mocy.
Duobus jest cięższy od trolejbusu czy autobusu co powoduje, że musi mieć lepsze zawieszenie i wzmocnioną konstrukcję podwozia. Silnik spalinowy jest uruchamiany w miejscach, gdzie nie ma sieci trakcyjnej, dzięki czemu duobus może dotrzeć wszędzie tam gdzie docierają zwykłe autobusy i jednocześnie jest tańszy w eksploatacji na fragmentach trasy, gdzie może korzystać z silnika elektrycznego.